# Дом Дракона (1-й сезон)
Первый сезон фэнтезийного драматического сериала «Дом Дракона», ставшего экранизацией книги Джорджа Р. Р. Мартина «Пламя и кровь», включает 10 эпизодов. Главные роли в нём сыграли Пэдди Консидайн, Мэтт Смит, Оливия Кук, Эмма Д’Арси. Премьерный показ проходил на канале HBO с 21 августа по 23 октября 2022 года. Сезон получил высокие оценки критиков и имел огромный успех у массового зрителя, благодаря чему вскоре после начала показа шоу было продлено на второй сезон. 

## Сюжет
Король Вестероса Визерис I Таргариен организует рыцарский турнир, чтобы отпраздновать скорое рождение долгожданного наследника мужского пола. Его жена Эймма умирает во время родов, а вскоре умирает и ребёнок. Малый Совет предлагает королю назначить наследником родного брата Дейемона или единственную дочь Рейениру. Король изгоняет брата из Королевской Гавани, узнав, что тот насмешливо отзывался об умершем принце, а наследницей назначает Рейениру.
Спустя полгода Визерис женистя во второй раз — на дочери своего десницы Отто Хайтауэра Алисент. Этим он оскорбляет лорда Корлиса Велариона, который хотел выдать за него свою дочь. Через год у короля рождается сын Эйгон. Несмотря на давнюю традицию наследования по мужской линии, Визерис оставляет наследницей Рейениру. Дейемон возвращается в столицу и мирится с братом, но вскоре его снова изгоняют за заигрывания с Рейенирой. Дочери король приказывает выйти замуж за Лейнора Велариона, сына лорда Корлиса, чтобы избежать скандала и примирить два великих дома. Зная о гомосексуальности Лейнора, Рейенира заключает с ним сделку, согласно которой они родят короне наследника, но при этом заведут себе любовников.
Проходит десять лет. У Рейениры рождается третий сын от капитана городской стражи Харвина Стронга. Все догадываются, что её дети бастарды, но Визерис отвергает любые обвинения в адрес дочери. Рыцарь Королевской Гвардии и верный союзник леди Алисенты сир Кристон Коль провоцирует Харвина Стронга, намекая, что дети принцессы от него. После драки сир Харвин вынужден покинуть столицу. Уязвленная Рейенира переезжает на Драконий Камень. Через какое-то время все собираются в Дрифтмарке, родовом замке Веларионов, на похоронах Лейны Веларион, жены Дейемона. Эйемонд Таргариен, второй сын Визериса и леди Алисенты, приручает дракониху Вхагар, оставшуюся без наездника после смерти Лейны. Несогласные с этим дочери Лейны и Деймона, а с ними сыновья Рейениры, поджидают его у ворот замка. Завязывается драка, в которой Эйемонду выкалывают глаз. Деймон и Рейнира инсценируют гибель Лейнора, после чего вступают в брак, а Лейнор сбегает со своим любовником.
Шесть лет спустя все вновь собираются в Королевской Гавани для решения вопроса наследования Дрифтмарка. Визерис собирает всех на ужин, чтобы примирить членов своей семьи, так как у многих за прошедшие годы накопились обиды. Несмотря на произнесённые тосты и комплименты, Эйемонд провоцирует драку с сыновьями Рейениры. В ту же ночь король умирает. Отто Хайтауэр и Малый Совет, которые давно замышляли усадить на трон сына Визериса, коронуют Эйегона, Рейениру в ответ коронуют на Драконьем Камне. Дейемон готовится к войне. Джекейрис и Люцерис, сыновья Рейениры, отправляются на поиски союзников. В Штормовом Пределе, замке лорда Борроса Баратеона, Люцерис встречает Эйемонда. После переговоров, оба на своих драконах покидают замок. Эйемонд преследует Люцериса, желая напугать его. Неожиданно дракон Люцериса против воли наездника обжигает Вхагар пламенем. В ответ разозлённая дракониха убивает Люцериса и его дракона. На Драконьем Камне Дейемон сообщает Рейенире о гибели сына.

## В ролях

### Основной состав
| - Пэдди Консидайн — Визерис I Таргариен (9 эпизодов) - Мэтт Смит — Дейемон Таргариен (9 эпизодов) - Оливия Кук — Алисента Хайтауэр (4 эпизода) - Эмма Д’Арси — Рейенира Таргариен (5 эпизодов) - Рис Иванс — Отто Хайтауэр (9 эпизодов) - Стив Туссен — Корлис Веларион (6 эпизодов) - Ив Бест — Рейнис Таргариен (7 эпизодов) - Соноя Мидзуно — Мисария (5 эпизодов) - Фабьен Франкель — Кристон Коль (9 эпизодов) - Милли Олкок — юная Рейенира Таргариен (5 эпизодов) | - Эмили Кэри — юная Алисента Хайтауэр (5 эпизодов) - Грэм Мактавиш — Гаррольд Вестерлинг (9 эпизодов) - Мэттью Нихэм — Ларис Стронг (5 эпизодов) - Джефферсон Холл — Тиланд Ланнистер и Джейсон Ланнистер (6 эпизодов) - Гарри Коллетт — Джекейрис Веларион (2 эпизода) - Том Глинн-Карни — Эйегон II Таргариен (2 эпизода) - Юэн Митчелл — Эймонд Таргариен (3 эпизода) - Бетани Антония — Бейла Веларион (2 эпизода) - Фиби Кэмпбелл — Рейна Веларион (2 эпизода) - Фиа Сабан — Хелейна Таргариен (2 эпизода) |

Примечание: Рис Иванс не появляется в 6 эпизоде, но указан в титрах.

### Приглашенные актёры
| Королевская Гавань - Дэвид Хорович — Великий месйстер Меллос (4 эпизода) - Билл Патерсон — Лиман Бисбери (7 эпизодов) - Гэвин Спокс — Лионель Стронг (6 эпизодов) - Эллиотт Титтенсор — Эррик Каргилл (4 эпизода) - Гэрри Купер — Райам Редвин (1 эпизод) - Френки Уилсон — Рендилл Баррет (1 эпизод) - Михаил Сен — Микон (1 эпизод) - Люк Титтенсор — Аррик Каргилл (5 эпизодов) - Гэри Рэймонд — Верховный Септон (2 эпизода) - Эндрю Бикнелл — хранитель драконов (2 эпизода) - Энтони Флэнаган — Стеффон Дарклин (3 эпизода) - Райан Корр — Харвин Стронг (4 эпизода) - Джонни Уэлдон — Сэмвелл (1 эпизод) - Эдвард Роу — Хоуленд Шарп (1 эпизод) - Клеа Мартин — служанка (2 эпизода) - Кэтрин Дэлани — нянька (2 эпизода) - Курт Эгияван — мейстер Орвиль (5 эпизодов) - Пол Кеннеди — Джаспер Уайлд (3 эпизода) - Алексис Рабен — Талия (4 эпизода) - Джордон Стивенс — Элинда Масси (3 эпизода) - Пол Хики — Аллун Касвелл (3 эпизода) - Макс Вроттесли — Лорент Марбранд (2 эпизода) - Мадди Эванс — Диана (1 эпизод) - Саймон Чэндлер — септон Юстас (1 эпизод) - Нина Баркер-Фрэнсис — Джейн (1 эпизод) | Дом Таргариен - Шан Брук — Эймма Аррен (1 эпизод) - Майкл Картер — Джейехерис I Таргариен (1 эпизод) - Тай Теннант — юный Эйегон II Таргариен (2 эпизода) - Лео Эштон — юный Эймонд Таргариен (2 эпизода) - Иви Аллен — юная Хелейна Таргариен (2 эпизода) - Шани Сметхёрст — юная Бейла Таргариен (2 эпизода) - Ева Осси-Джёрнинг — юная Рейна Таргариен (2 эпизода) - Фил Дэниелс — мейстер Джерардис (3 эпизода) Дом Веларион - Мэттью Карвер — Лейнор Веларион в детстве (1 эпизод) - Нова Фуэйлис-Мозе — Лейна Веларион в детстве (2 эпизода) - Уил Джонсон — Веймонд Веларион (4 эпизода) - Тео Нейт — юный Лейнор Веларион (2 эпизода) - Солли МакЛеод — Джоффри Лонмаут (2 эпизода) - Саванна Стейн — юная Лейна Веларион (1 эпизод) - Лео Харт — юный Джекейрис Веларион (2 эпизода) - Харви Сэдлер — юный Люцерис Веларион (2 эпизода) - Джон Макмиллан — Лейнор Веларион (2 эпизода) - Нанна Блондел — Лейна Веларион (1 эпизод) - Арти Фрушан — Кварл Корри (2 эпизода) - Хаки Али — мейстер Келвин (3 эпизода) - Сантьяго Андре - Джоффри Веларион (1 эпизод) | Другие - Стеффан Родри — Хоберт Хайтауэр (3 эпизода) - Джулиан Льюис Джонс — Боремунд Баратеон (2 эпизода) - Дэвид Хаунслоу — Рикон Старк (1 эпизод) - Дэниэл Скотт-Смит — Крагхас Драхар (2 эпизода) - Люси Брайерс — Сейра Ланнистер (2 эпизода) - Джоанна Дэвид — Джоселин Редвин (1 эпизод) - Алана Рамси — Линесса Хайтауэр (2 эпизода) - Том Эшли — Бретт Ланнистер (1 эпизод) - Крис Дэвид Сторер — Хамфри Бракен (1 эпизод) - Гэбриел Скотт — Джеррел Бракен (1 эпизод) - Алфи Тодд — Уиллем Блеквуд (1 эпизод) - Пол Леонард — Берик Дондаррион (1 эпизод) - Оуэн Оакшотт — Герольд Ройс (1 эпизод) - Рейчел Редфорд — Рея Ройс (1 эпизод) - Дин Нолан — Реггио Харатис (1 эпизод) - Мириам Люсия — леди Фелл (1 эпизод) - Пол Клэйтон — лорд Мерривезер (1 эпизод) - Роджер Эванс — Боррос Баратеон (1 эпизод) - Николас Джонс — Бартимос Селтигар (1 эпизод) - Майкл Элвин — Саймон Стонтон (1 эпизод) |

Примечание: Дэвид Хорович и Билл Патерсон не появляются в 3 эпизоде, но указаны в титрах.

## Список серий
| № общий | № в сезоне | Название                                            | Режиссёр           | Автор сценария              | Дата премьеры    | Зрители в США (млн) |
| --- | ---------- | --------------------------------------------------- | ------------------ | --------------------------- | ---------------- | ------------------- |
| 1 | 1          | «Наследники Дракона» «The Heirs of the Dragon»      | Мигель Сапочник    | Райан Кондал                | 21 августа 2022  | 2,17                |
| После смерти своих сыновей Эймона и Бейлона престарелый король Джейехерис I Таргариен, внук основателя династии Эйегона I Завоевателя, созывает в Харренхолле Великий совет для выбора наследника. Лорды Вестероса выбирают его внука принца Визериса вместо внучки, принцессы Рейенис. Спустя девять лет мирно правящий Вестеросом король Визерис I организует рыцарский турнир, чтобы отпраздновать беременность королевы Эйммы Аррен. Он уверен, что на свет вскоре появится долгожданный наследник мужского пола. Малый Совет игнорирует предупреждение мастера над кораблями Корлиса Велариона, лорда Дрифтмарка, об угрозе со стороны Триархии, союза трёх Вольных городов Эссоса, заключивших соглашение с пиратами, что угрожает морской торговле Семи Королевств. Десница короля сир Отто Хайтауэр критикует принца Дейемона, младшего брата и наследника Визериса, за жестокости, допущенные на посту командира городской стражи. На турнире сир Кристон Коль, незнатный рыцарь из Дорнийских Марок, побеждает принца. Тем временем, невзирая на все усилия мейстеров, королева Эймма умирает во время родов на глазах у своего мужа. Вслед за тем умирает и её новорожденный сын Бейлон. Визерис отказывается от просьб совета назначить нового наследника, пока сир Отто не сообщает ему, что принц Дейемон насмешливо называл Бейлона «наследником на один день» в столичном борделе. Разгневанный Визерис изгоняет брата из Королевской Гавани и назначает наследницей Железного трона свою единственную дочь, принцессу Рейениру. |            |                                                     |                    |                             |                  |                     |
| 2 | 2          | «Порочный принц» «The Rogue Prince»                 | Грег Яйтанс        | Райан Кондал                | 28 августа 2022  | 2,26                |
| Через шесть месяцев после провозглашения Рейениры наследницей Дейемон занимает Драконий Камень при поддержке верной ему Городской Стражи. Тем временем предводитель пиратов, а ныне принц-адмирал Триархии Крагас Драхар, известный как Кормилец Крабов, захватывает на архипелаге Ступени всё новые и новые торговые корабли, и Рейенира на Малом Совете предлагает отцу проявить решительность и силу, использовав драконов. Малый Совет отвергает её предложение, а король поручает дочери выбрать нового рыцаря Королевской гвардии. Игнорируя настойчивые советы придворных интриганов, на глазах у сира Вестерлинга она выбирает Кристона Коля, единственного рыцаря с боевым опытом. Сир Отто отправляет свою дочь леди Алисенту утешить скорбящего короля, и она советует Визерису и Рейенире исполнить свой королевский долг, вступив в новый брак. Лорд Корлис и его жена, принцесса Рейенис, предлагают Визерису объединить их валирийские дома, женившись на их двенадцатилетней дочери Лейне Веларион. Тем временем Малый Совет узнаёт, что Дейемон, провозгласивший себя истинным наследником, похитил драконье яйцо и намерен вступить в брак со своей любовницей — проституткой Мисарией. Сир Отто и небольшой отряд во главе с сиром Кристоном отправляются на Драконий Камень, чтобы вернуть яйцо. Решительный принц угрожает деснице, пока не прилетает Рейенира на своем драконе Сиракс и не заставляет дядю отказаться от притязаний. Визерис женится на леди Алисенте, обидев тщеславного лорда Корлиса, который вступает в соглашение с Дейемоном, предлагая ему вместе завоевать Ступени. |            |                                                     |                    |                             |                  |                     |
| 3 | 3          | «Второй своего имени» «Second of His Name»          | Грег Яйтанс        | Гейб Фонсека и Райан Кондал | 4 сентября 2022  | 1,75                |
| Проходят три года, и всё это время идёт война за Ступени. Не получив поддержки Железного Трона, лорд Корлис и принц Дейемон сражаются с Кормильцем крабов и его людьми без особого успеха. Тем временем Визерис организует большую охоту, чтобы отпраздновать второй день рождения сына Эйегона. Рейенира возмущена чрезмерным вниманием короля к сыну. Визерис требует, чтобы семнадцатилетняя Рейнира вышла, наконец, замуж, заключив союз, полезный для династии. Её руки настойчиво добивается лорд Джейсон Ланнистер из Утёса Кастерли, но принцесса отвергает этого жениха. Звучит предложение выдать её за двухлетнего принца Эйегона, а мастер над законами лорд Лионель Стронг рекомендует сира Лейнора Велариона, сына лорда Корлиса, чтобы устранить раскол между двумя домами. Покинув лагерь, Рейенира и сир Кристон ночуют в лесу вдвоём, наутро добыв вместе огромного вепря. Преодолев прежние сомнения, Визерис уверяет дочь, что она останется его наследницей и сама сможет выбрать супруга. Тем временем братья Хоберт, лорды Староместа, и Отто Хайтауэр тайно замышляют сделать преемником принца Эйегона, полагая, что лишь наследник мужского пола укрепит авторитет династии. После того, как сир Веймонд Веларион умоляет короля о помощи, Визерис соглашается отправить помощь Корлису и Дейемону. Последний, посчитав, что поддержка брата лишит его престижа, идёт на риск: устроив засаду на пиратов, он выманивает их из пещерных убежищ, после чего их уничтожают воины принца и драконье пламя. Дейемону удаётся убить Кормильца Крабов, а Корлису — выиграть битву до прибытия королевской подмоги. |            |                                                     |                    |                             |                  |                     |
| 4 | 4          | «Король Узкого моря» «King of the Narrow Sea»       | Клэр Килнер        | Айра Паркер                 | 11 сентября 2022 | 1,81                |
| Рейенира возвращается из многомесячного морского похода, во время которого она искала женихов. Дейемон с триумфом возвращается со Ступеней, поклявшись в верности королю и передав ему свою корону. Пока примирившиеся братья празднуют победу, Алисент признается Рейенире в своём одиночестве, вспоминая прежнюю дружбу. После наступления темноты Рейенира ускользает из замка через потайной ход, чтобы исследовать столичную жизнь. В Блошином Конце её встречает Дейемон, который затаскивает племянницу в бордель. Он заигрывает с принцессой, делая вид, что соблазняет, но затем внезапно оставляет в одиночестве. Вернувшись в Красный замок, неудовлетворённая Рейенира принуждает к близости своего верного стража — сира Кристона Коля. Сир Отто Хайтауэр со слов шпиона рассказывает королю о связи между Дейемоном и принцессой. Алисент подслушивает их и расспрашивает подругу, та всё отрицает. Разгневанный Визерис не верит деснице, но обвиняет брата в измене. Дейемон предлагает взять Рейениру в жёны, король ссылает его к нелюбимой жене в Долину Аррен. Чтобы избежать скандала, Визерис приказывает Рейенире выйти замуж за Лейнора Велариона, после чего освобождает Отто от поста десницы. Ночью Великий мейстер Меллос приносит Рейнире контрацептивное средство — «лунный чай». |            |                                                     |                    |                             |                  |                     |
| 5 | 5          | «Мы путь осветим» «We Light the Way»                | Клэр Килнер        | Шармейн ДеГрате             | 18 сентября 2022 | 1,83                |
| Сосланный в Долину Аррен Дейемон убивает свою нелюбимую супругу. В Дрифтмарке происходит обручение Рейениры и Лейнора Велариона, что удовлетворяет, наконец, уязвлённое самолюбие лорда Корлиса. Зная о гомосексуальности своего друга детства Лейнора, Рейенира предлагает ему сделку: формально отдать долг короне, произведя на свет наследников, но при этом завести любовников. Возвращаясь вместе с принцессой на корабле в Королевскую гавань, сир Кристон предлагает ей бежать с ним за Узкое Море, а там пожениться и жить инкогнито. Честолюбивая Рейенира отвергает это предложение, чем уязвляет самолюбие сира Кристона. Прежде чем покинуть Королевскую Гавань, опальный сир Отто предупреждает Алисент, что Рейенира, сделавшись королевой, посчитает угрозой своей власти её детей. Королева расспрашивает Коля о возможной связи Рейениры с Дейемоном, но тот признаётся, что именно он занимался с принцессой любовью. Алисент намеренно опаздывает на свадьбу, войдя в зал в зелёном платье. Ларис Стронг напоминает своему брату Харвину, что зелёный цвет — сигнал, призывающий дом Хайтауэров к войне. На пир прибывает принц Дейемон, встретив там недовольного кузена своей покойной жены, и отвергает его обвинения в убийстве. Любовник Лейнора сир Джоффри Лонмаут, предположив, что сир Кристон вступил с Рейенирой в связь, пытается его шантажировать, но тот забивает его до смерти на глазах шокированных гостей. После того как жених и невеста уединяются, Визерис теряет сознание. Покинув пиршественный зал, сир Кристон собирается покончить с собой, но его останавливает Алисент, получившая, таким образом, нового союзника. |            |                                                     |                    |                             |                  |                     |
| 6 | 6          | «Принцесса и королева» «The Princess and the Queen» | Мигель Сапочник    | Сара Хесс                   | 25 сентября 2022 | 1,86                |
| Проходит десять лет. Рейенира за это время родила трёх сыновей — Джейхейриса, Люцериса и Джоффри. Ни у одного из них нет серебряных волос Таргариенов и Веларионов, так как настоящим их отцом является офицер королевской стражи сир Харвин Стронг. Об этом известно всем, но осторожный Визерис отвергает обвинения в адрес дочери, которые выдвигает его супруга. Алисент говорит старшему сыну Эйегону, что он должен готовиться к возможной войне с Рейенирой за трон. Дейемон и его супруга Лейна Веларион живут в мире и согласии в Пентосе вместе со своими дочерьми Бейлой и Рейной. Местный принц предлагает им земли и власть в обмен на союз против возрождающейся Триархии. Находящаяся в положении Лейна никак не может разродиться и, не в силах терпеть муки, совершает самоубийство, приказав своей драконице Вхагар сжечь её. В Королевской гавани сир Кристон, верный слуга королевы Алисент, учит королевских детей и сыновей Рейениры владению мечом. Наблюдающий за тренировками детей Харвин неосторожно вмешивается, когда на земле оказывается один из его сыновей, Кристон провоцирует его своими намёками на драку. Узнавшая об этом Рейенира дипломатично предлагает Алисент брак своего сына Джейкериса с её дочерью Хелейной, но получает отказ. Узнав об оплошности сына, Лионель Стронг подаёт в отставку с поста десницы. Визерис отказывает ему, дозволив лишь проводить опального сына в Харренхолл. Алисент признаётся младшему сыну Лионеля, интригану Ларису Стронгу, что хотела бы вернуть отцу должность десницы. В тюрьме сир Ларис вербует осуждённых преступников, которые устраивают в Харренхолле пожар. В огне погибают сир Лионель и сир Харвин. Скомпрометированная Рейенира переезжает с детьми и Лейнором на Драконий Камень. |            |                                                     |                    |                             |                  |                     |
| 7 | 7          | «Дрифтмарк» «Driftmark»                             | Мигель Сапочник    | Кевин Лау                   | 2 октября 2022   | 1,88                |
| В Дрифтмарке Визерис с семьёй присутствует на похоронах леди Лейны. Пока гости отдают последний долг покойной, Рейенира и Дейемон вступают в интимную связь. Ночью не имеющий своего дракона принц Эйемонд находит спящую Вхагар, приручает её и совершает свой первый полёт. Окрылённый удачей, он уже считает драконицу своей, но у ворот Дрифтмарка встречает недовольных племянников и двоюродных сестёр. В завязавшейся драке сын Рейениры Люцерис выкалывает Эйемонду глаз ножом. Разгневанная Алисент требует возмездия, но король отвергает её предложение лишить Люцериса глаза в ответ. Королева пытается выколоть глаз мальчика сама, вступив в схватку с принцессой и ранив её в руку кинжалом . Визерис объявляет, что каждый, кто усомнится в законности наследников Рейениры, будет лишён языка, но все понимают, что первая кровь пролита и война неизбежна. Вернувшись на пост десницы, Отто Хайтауэр говорит дочери, что если они проявят терпение, то скоро восторжествуют. Против Алисент и её сторонников объединяются Рейенира и Дейемон, но узаконить их связь мешает Лейнор. Принц инсценирует смерть Лейнора во время поединка с его любовником Кварлом и женится на Рейенире, а Лейнор и Кварл уплывают из Вестероса. |            |                                                     |                    |                             |                  |                     |
| 8 | 8          | «Лорд Приливов» «The Lord of the Tides»             | Гита Васант Патель | Эйлин Шим                   | 9 октября 2022   | 1,73                |
| Шесть лет спустя дом Веларионов сталкивается с проблемой престолонаследия, когда лорда Корлиса ранят на Ступенях. Брат лорда Веймонд приплывает в Королевскую Гавань с ходатайством об отстранении от наследства незаконнорожденного Люцериса. Услышав об этом, Рейенира и Дейемон возвращаются в столицу, чтобы отвергнуть его притязания. Они обнаруживают, что дряхлый Визерис прикован к постели, а делами заправляют королева и сир Отто. Рейенира заключает сделку с принцессой Рейенис, чтобы заручиться её поддержкой. Визерис, выслушав Веймонда, объявляет Люцериса наследником. В ярости Веймонд называет детей Рейениры бастардами, и Дейемон разрубает ему голову мечом. Король устраивает пир, чтобы восстановить мир внутри семьи, но Эйемонд провоцирует драку с сыновьями Рейениры. Визерис в своих покоях, приняв Алисент за Рейениру, рассказывает ей о сне своего предка Эйегона, а затем умирает в одиночестве. |            |                                                     |                    |                             |                  |                     |
| 9 | 9          | «Зелёный совет» «The Green Council»                 | Клэр Килнер        | Сара Хесс                   | 16 октября 2022  | 1,56                |
| Королева Алисент уверена, что предсмертным желанием Визериса было посадить на трон Эйегона. Приказав слугам молчать, она советуется с отцом-десницей и собирает Малый совет, в котором преобладают сторонники «зелёных». Все, за исключением Лимана Бисбери и лорда-командующего, соглашаются с тем, что королём должен стать Эйегон. Возмутившегося беззаконием лорда Бисбери убивает сир Кристон Коль, но несогласного с решением и подавшего в отставку лорда-командующего приходится отпустить. Несколько дней о смерти короля никому не говорят, при этом идёт тайная подготовка к коронации. Десница склоняет великие дома на сторону Эйегона, устраняя несогласных. Принцессу Рейенис держат в замке в плену, Алисент пытается уговорить её поддержать Эйегона. Принц не хочет восходить на престол, так как отец никогда не называл его наследником, но Алисент убеждает сына, что именно такова была воля Визериса. Через несколько дней о смерти короля, наконец, объявляют в Драконьем Логове, и на глазах у тысяч жителей столицы Эйегон провозглашается королем. Сир Эррик выводит Рейенис из замка, она через потайной ход проникает в логово своего дракона Мелеис. Эйегон убеждается, что получил поддержку жителей Королевской Гавани. Однако после коронации в Драконье Логово врывается верхом на драконе Рейенис; пригрозив узурпаторам сожжением, она улетает прочь. |            |                                                     |                    |                             |                  |                     |
| 10 | 10         | «Чёрная королева» «The Black Queen»                 | Грег Яйтанс        | Райан Кондал                | 23 октября 2022  | 1,85                |
| Прибыв на Драконий Камень, Рейенис рассказывает Рейнире о смерти Визериса и коронации Эйегона II. У потрясенной принцессы начинаются преждевременные роды, и она производит на свет мертвого ребёнка. Дейемон считает, что Визерис был убит, и готовится к войне. Сир Эррик приносит Рейенире корону её отца, Дейемон провозглашает её королевой. Сир Отто приносит условия мира от королевы Алисент в обмен на капитуляцию Рейениры и принесение ею клятвы верности Эйегону. Рейенира не позволяет Дейемону убить парламентёра и обещает подумать. Оставшись с женой наедине, Дейемон даёт волю своему гневу из-за отказа начинать войну. Рейенис убеждает выздоравливающего мужа присягнуть Рейенире. Тот предлагает на совете морскую блокаду Королевской Гавани. Чтобы обрести союзников, Рейенира отправляет своих сыновей в резиденции лордов: Джекейриса — в Долину к Арренам и в Винтерфелл к Старкам, Люцериса — в Штормовой Предел к Баратеонам. В Штормовом Пределе Люцерис неожиданно встречает принца Эйемонда. Боррос Баратеон отказывает ему в союзе и заявляет, что он пришёл «с пустыми руками»: будучи уже помолвленным, в отличие от Эйемонда, не может жениться на одной из дочерей Борроса. Когда Люцерис отправляется на Драконий Камень, начинается шторм, а Эйемонд, желая запугать бастарда, преследует его на гигантской Вхагар. Юный Арракс вопреки желанию Люцериса обжигает Вхагар огнем, та в ответ убивает его вместе с всадником. Не желавший гибели Люцериса Эйемонд приходит в ужас. Дейемон, вернувшись на Драконий Камень, рассказывает жене о смерти Люцериса. |            |                                                     |                    |                             |                  |                     |

## Создание и релиз
Шоураннерами первого сезона стали Райан Кондал и Мигель Сапочник. Кондал ещё и написал сценарии к четырём эпизодам (к одному в соавторстве с Гейбом Фонсекой). Сценарии к остальным сериям написали Айра Паркер, Чармэйн Де Грейт, Сара Хесс (к двум эпизодам), Кевин Лау и Эйлин Шим. Мигель Сапочник, который прежде снял ряд эпизодов для «Игры престолов», срежиссировал в «Доме Дракона» три серии, включая пилотную. Остальные сняли Грег Яйтанс, Клэр Килнер (по три эпизода), Гита Васант Патель (один эпизод).
Кастинг начался в июле 2020 года. В октябре Пэдди Консидайн получил роль Визериса I Таргариена. Известно, что прежде этому актёру предлагали роль в «Игре престолов», но он отказался из-за элементов мистики в сценарии. Райан Кондал в интервью 2020 года заявил, что Консидайн был единственным вариантом на роль Визериса. К декабрю Оливия Кук, Мэтт Смит и Эмма Д’Арси получили роли Алисенты Хайтауэр, Деймона Таргариена и Рейниры Таргариен, соответственно. Смит в интервью The Hollywood Reporter рассказал, что изначально не решался сниматься в приквеле «Игры престолов» и согласился, когда узнал, что к проекту присоединился Консидайн.
В феврале 2021 года к актёрскому коллективу присоединились Рис Иванс, Стив Туссэн, Ив Бест и Соноя Мидзуно, в апреле Фабьен Франкель получил роль сира Кристона Коля, в июле Эмили Кэри и Милли Олкок получили роли юных Алисенты Хайтауэр и Рейниры Таргариен, соответственно. Скачок во времени в середине первого сезона потребовал для нескольких персонажей кастинга двух или трёх разных актёров.
Основные съёмки начались в апреле 2021 года. В основном, производство прошло в Великобритании. «Дом дракона» стал первым проектом, некоторые сцены которого снимались на новой виртуальной производственной площадке Warner Bros. в Ливсдене. В октябре съёмки проходили в провинции Касерес на западе Испании. Для съёмок сцен в Королевской гавани использовались улицы городов Касерес и Трухильо в этом регионе. С 26 по 31 октября производство прошло в Португалии в замке Монсанту.
Дополнительные съёмки прошли в Трухильо, в городе с сохранившейся средневековой архитектурой. В английском Корнуолле съёмки прошли на горе Святого Михаила, на пляже Холивелл и в бухте Кинанс. В деревушке Каслтон (графство Дербишир) съёмки прошли в долине Кейв-Дейл, в карьере Элдон-Хилл и на рыночной площади. Некоторые сцены были сняты в Олдершоте (графство Гэмпшир). В феврале 2022 года стало известно, что производство первого сезона «Дома Дракона» завершено. Премьерный показ проходил с 21 августа по 23 октября 2022 года.
Музыка
| №   | Название                              | Длительность |
| --- | ------------------------------------- | ------------ |
| 1.  | «Main Title (from “Game of Thrones”)» | 1:45         |
| 2.  | «The Heirs of the Dragon»             | 2:27         |
| 3.  | «Reign of the Targaryens»             | 1:31         |
| 4.  | «Rhaenyra's Welcome»                  | 1:39         |
| 5.  | «A Pack of Hounds»                    | 2:57         |
| 6.  | «The Tournament»                      | 1:51         |
| 7.  | «An Impossible Choice»                | 1:34         |
| 8.  | «The Rogue Prince»                    | 1:43         |
| 9.  | «The Prince That Was Promised»        | 4:34         |
| 10. | «Compromise and Consequences»         | 2:53         |
| 11. | «The Power of Prophecy»               | 2:36         |
| 12. | «Trouble in the Stepstones»           | 2:25         |
| 13. | «Surrender»                           | 4:14         |
| 14. | «King of the Narrow Sea»              | 6:17         |
| 15. | «Lanterns at Nightfall»               | 5:00         |
| 16. | «Whatever May Come»                   | 2:53         |
| 17. | «House Velaryon»                      | 2:38         |
| 18. | «The Green Dress»                     | 2:50         |
| 19. | «First Dance»                         | 1:05         |
| 20. | «Celebration Dance»                   | 2:14         |
| 21. | «Targaryen Dance»                     | 1:54         |
| 22. | «We Light the Way»                    | 2:47         |
| 23. | «Destiny»                             | 2:56         |
| 24. | «Pass Judgement»                      | 4:20         |
| 25. | «Funeral by the Sea»                  | 3:00         |
| 26. | «Daemon and Rhaenyra»                 | 2:41         |
| 27. | «Aemond Rides Vhagar»                 | 3:10         |
| 28. | «The Hard Truth»                      | 2:31         |
| 29. | «Sealed in Fire and Blood»            | 4:10         |
| 30. | «Protector of the Realm»              | 3:15         |
| 31. | «The Silent Sisters»                  | 3:23         |
| 32. | «The Language of Girls»               | 1:42         |
| 33. | «A Warning»                           | 2:29         |
| 34. | «Lament»                              | 3:26         |
| 35. | «Fate of the Kingdoms»                | 3:25         |
| 36. | «Interests of the Realm»              | 3:52         |
| 37. | «Coronation»                          | 1:14         |
| 38. | «Dragons Will Rule the Kingdom»       | 1:36         |
| 39. | «The Crown of Jaehaerys»              | 3:19         |
| 40. | «Dragons Do Not Fear Blood»           | 1:21         |
| 41. | «Death and Rebirth»                   | 1:36         |
| 42. | «True Meaning of Loyalty»             | 3:16         |
| 43. | «Bloodlines Will Burn»                | 4:25         |
| 44. | «The Promise»                         | 2:11         |

## Оценки
Первые отзывы критиков были противоречивыми. Рецензенты отмечали, с одной стороны, достаточно высокое качество сериала, а с другой — некоторое однообразие сюжета и отсутствие ярких, запоминающихся персонажей, которое бросается в глаза при сравнении «Дома Дракона» с «Игрой престолов». На сайте-агрегаторе отзывов Rotten Tomatoes первый сезон получил рейтинг 84 % при средней оценке 8 из 10.
| Графики недоступны из-за технических проблем. См. информацию на Фабрикаторе и на mediawiki.org. - Сезон 1 (2022): Процент положительных отзывов на сайте Rotten Tomatoes |

У зрителей первый сезон имел огромный успех. Благодаря этому уже после показа первой серии руководство HBO окончательно решило продлить шоу на второй сезон. По-видимому, успех первого сезона «Дома Дракона» увеличил вероятность создания новых спин-оффов «Игры престолов», которых насчитывалось к августу 2022 года по крайней мере семь.
Дебютный эпизод первого сезона был лидером среди новых американских телесериалов 2022 года, но уступил пилоту сериала «Король Талсы», собравшему аудиторию в 3,7 млн человек.